# 양형섭
양형섭(楊亨燮, 1925년 10월 1일~2022년 5월 13일)은 조선민주주의인민공화국의 정치가이다. 1983년부터 1998년까지 최고인민회의 상임위원회 위원장을 지냈다. 2009년 4월 9일 조선민주주의인민공화국 최고인민회의 제12기 제1차회의에서 최고인민회의 상임위원회 부위원장으로 선출되었다. 김일성 주석의 사촌 매부이다.
함경남도 함흥시 출신이다. 김일성 주석의 사촌 누이 김신숙의 남편이다. 중국 칭다오중학교를 졸업하였다. 김일성종합대학 졸업한 후에 모스크바 대학교에 유학하였다. 1961년 10월에 중앙당학교 교장을 역임했다. 1962년 10월부터 최고 인민 회의 대의원을 역임하였다. 1977년에 일시적으로 실각하지만, 후에 재기를 하였고, 1979년 10월에 조국 통일 민주주의 전선 의장을 맡았다. 1980년 10월에 조선사회과학원의 원장에 임명되었다.
1984년 4월에 최고인민회의 상설회의 의장이 되었다. 1984년 2월에 조국평화통일 위원회 부위원장을 맡았다. 1993년 12월에 조선노동당의 정치국원 후보직이 되었다. 1998년 9월에 최고인민회의 상임위원회 부위원장을 맡았다. 2010년 9월 28일 제3회 당대표자회 및 중앙위원회 총회에서 정치국원으로 선출되었다. 2016년 즈음에는 상임위 부위원장직에서 물러나고 정치적 은퇴를 하였다. 2022년 5월 15일에 사망하였고, 김정은이 장례식에 직접 참석하였다.

## 가족 관계
- 형 : 양형만
  - 배우자 : 김신숙
    - 장남 : 양수일(1956년생)
    - 장녀 : 양수연(1958년생)
    - 차녀 : 양수정(1962년생)

| 전임 황장엽 | 제9,10,11대 조선민주주의인민공화국 최고인민회의 상설회의 의장 1983년 4월 7일~1998년 9월 5일 | 후임 김영남 |

| 전임 홍기문 | 제3대 조선민주주의인민공화국 최고인민회의 상임위원회 부위원장 2009년 4월 9일~2019년 4월 11일 | 후임 태형철 |